# Бен, Ари
Ари Микаэл Бен (норв. Ari Mikael Behn; 30 сентября 1972, Орхус, Дания — 25 декабря 2019, Ломмедален, Берум, Норвегия), настоящая фамилия Бьёршол (норв. Bjørshol) — норвежский писатель

, художник, режиссёр и актёр, первый муж (в 2002—2017 годах) принцессы Марты Луизы, старшей дочери короля Харальда V. Добился литературного успеха благодаря сборнику рассказов «Печальный, как ад» (1999). В браке Бена с принцессой родились три дочери, имеющие права на норвежскую корону, — Мод Ангелика, Леа Айседора и Эмма Таллула.

## Биография
Ари Микаэл Бьёршол родился 30 сентября 1972 года в датском Орхусе. Его родители, норвежцы Олав Бьёршол и Марианна Рафаэла Солберг, поженились через год. Позже они некоторое время жили в английском Плимуте, где Олав учился на фотографа, потом перебрались в Тенневолле в Северной Норвегии, где Марианна Рафаэла работала школьной учительницей. С 1978 года семья жила в Моссе на юге Норвегии. Ари Микаэл с 1979 года посещал местную школу. В 1983 году Бьёршолы развелись. У Ари Микаэла вскоре появилась мачеха — Тоне Бьерке, дочь известного поэта Андре Бьерке. В 2000-х годах его родители поженились снова.
В 1990-х годах Бьёршол-младший изучал историю и религию в университете Осло, получив в итоге степень бакалавра. В 1993 году он стал одним из основателей анархистского художественного коллектива «Новое вино». С 1996 года Бьёршол именовал себя Ари Бен (он взял девичью фамилию своей бабки по отцу). В 1999 году он опубликовал первую книгу — сборник рассказов «Печальный, как ад», который получил хвалебные отзывы критиков и разошёлся большим для Норвегии тиражом в 100 тысяч экземпляров. В последующие годы Бен написал четыре романа и одну пьесу, но эти произведения были встречены менее однозначно.
Бен участвовал в целом ряде проектов. Он снимал документальные фильмы, играл в художественных фильмах («Команда Антонсена» 2004 года и «Длинные плоские мячи» 2007 года), был ведущим телепередач «Ари и Пер» и «Ари и Пер решают мировые проблемы», внештатным корреспондентом нескольких газет и журналов, моделью. С 2013 года Бен занимался живописью, работая в неоэкспрессионистской манере. Как художник он доостиг коммерческого успеха, его работы выставлялись в престижных галереях по всему миру.
24 мая 2002 года Бен женился на принцессе Марте Луизе, старшей дочери короля Новегии Харальда V, занимавшей на тот момент второе место в линии наследования норвежского престола. В этом браке он оставался частным лицом, но родившиеся три дочери получили права на корону. Это были:
- Мод Ангелика Бен (29 апреля 2003);
- Леа Айседора Бен (8 апреля 2005);
- Эмма Таллула Бен (29 сентября 2008)[21].

В августе 2016 года Бен и принцесса начали бракоразводный процесс, в 2017 году брак был расторгнут. В 2018 году Бен издал книгу о разводе под названием «Инферно». 25 декабря 2019 года он умер у себя дома и был похоронен в кафедральном соборе Осло 3 января. В официальном заявлении семьи умершего сообщалось о самоубийстве: Бен к тому времени давно боролся с психическими проблемами и алкоголизмом.